# Tauxigny

Tauxigny este o comună în departamentul Indre-et-Loire, Franța. În 2015 avea o populație de 1.403 de locuitori.